# 黄金巨塔
《黄金巨塔》（英語：Strike Gold）是新加坡新傳媒私人有限公司制作的电视剧。本剧由陈泂江、何盈莹、林昭婷、林湘萍、姚彣隆、陈政序、吴劲威、洪慧芳、金银姬主演。此剧是2023年的贺岁剧。1月16日接档《遇见你，真香!》首播。